# Microbate à collier
Microbates collaris
Espèce
Répartition géographique
Statut de conservation UICN

 LC  : Préoccupation mineure
Le Microbate à collier (Microbates collaris) est une espèce de passereaux de la famille des Thraupidae.